# Sī Pey
Sī Pey (persiska: سی پی) är en ort i Iran.   Den ligger i provinsen Mazandaran, i den norra delen av landet, 150 km öster om huvudstaden Teheran. Sī Pey ligger 632 meter över havet och antalet invånare är 295.
Terrängen runt Sī Pey är kuperad. Runt Sī Pey är det ganska glesbefolkat, med 34 invånare per kvadratkilometer. Närmaste större samhälle är Pol-e Sefīd, 11,3 km söder om Sī Pey. I omgivningarna runt Sī Pey växer i huvudsak blandskog.